# Phyllonorycter iochrysis
Phyllonorycter iochrysis är en fjärilsart som först beskrevs av Edward Meyrick 1931.  Phyllonorycter iochrysis ingår i släktet guldmalar, och familjen styltmalar. Inga underarter finns listade i Catalogue of Life.